# Nhạc cụ

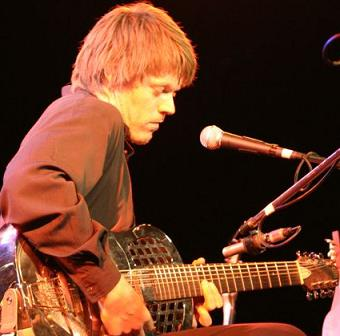
Một người chơi ghi ta

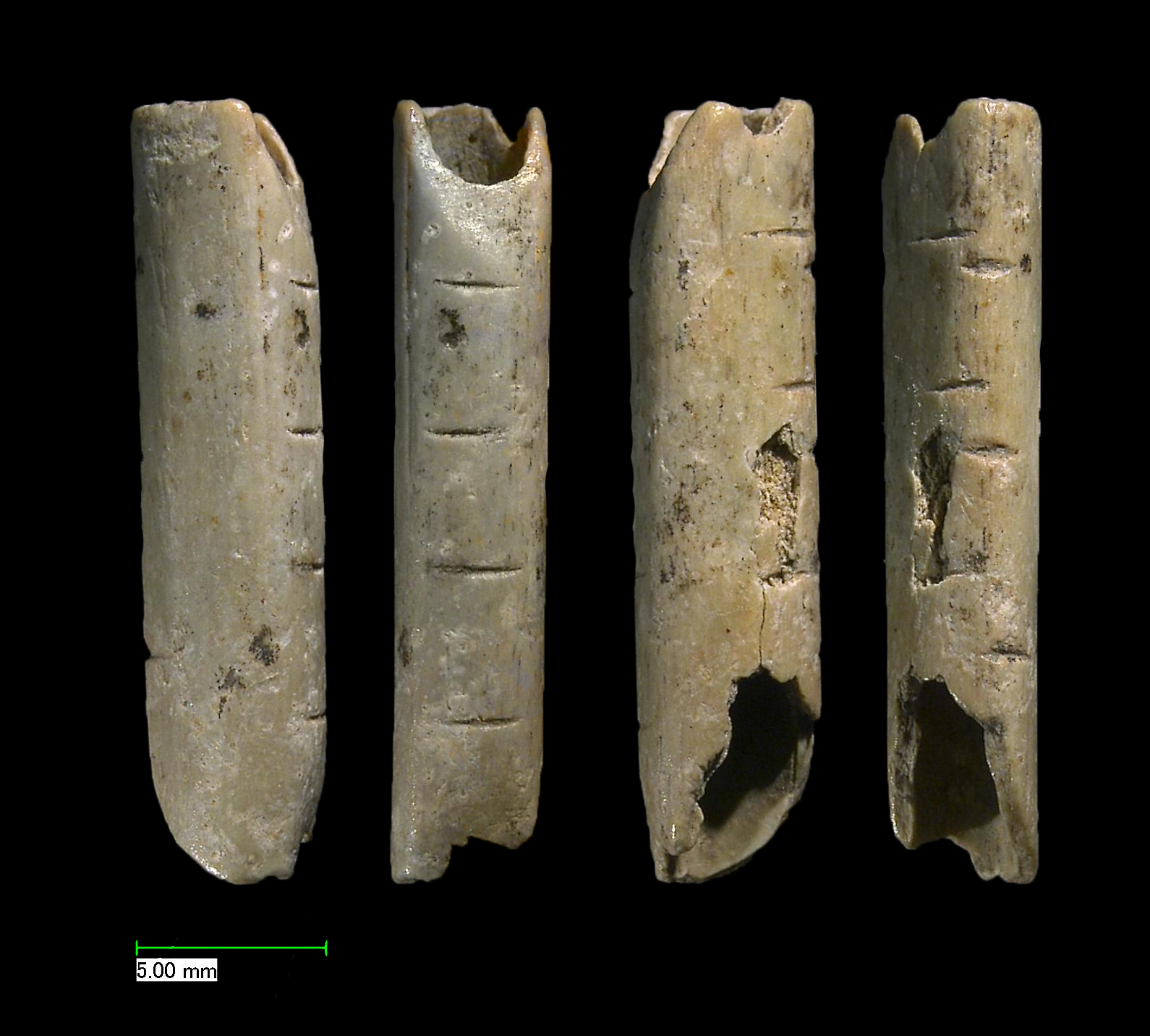
Mảnh vỡ của sáo từ xương Kền kền Griffon, hiện vật tìm thấy tại Hang động Vogelherd (40 000 năm tuổi) thuộc Di sản thế giới của UNESCO "hang động và Nghệ thuật đá kỷ Băng hà tại Swabian Jura"

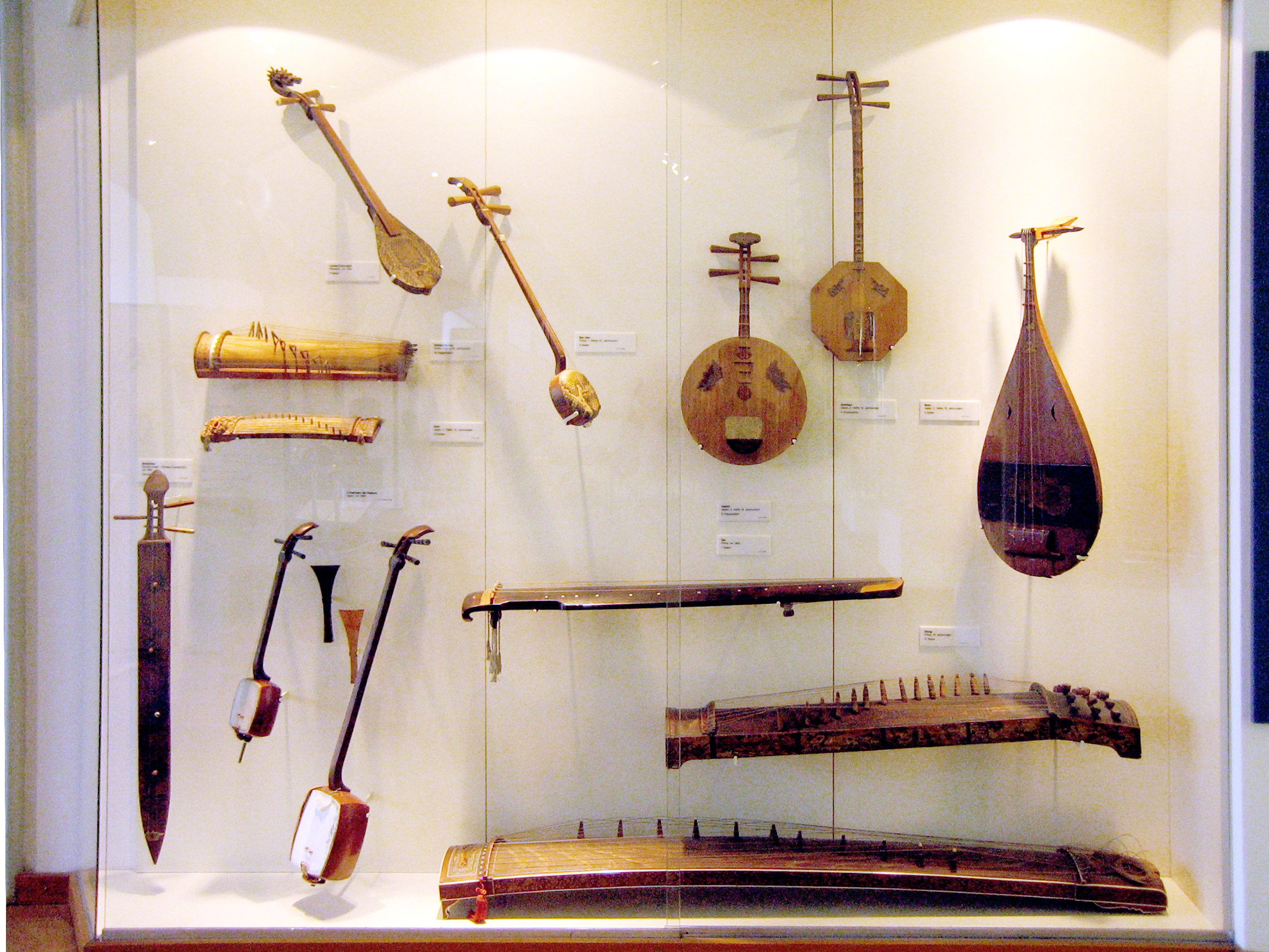
Một số nhạc cụ bộ dây của Trung Quốc và Nhật Bản

Nhạc cụ là những dụng cụ chuyên dùng để khai thác những âm thanh âm nhạc và tạo tiếng động tiết tấu, được sử dụng cho việc biểu diễn âm nhạc. Mỗi nhạc cụ có âm sắc riêng biệt về âm vang, có cường độ âm thanh riêng và âm vực khác nhau. Nhạc cụ xuất hiện gắn liền với lịch sử văn hóa và liên quan tới sự phát triển của nghệ thuật biểu diễn cũng như kỹ thuật chế tạo. Qua quá trình sàng lọc của thực tiễn lịch sử diễn tấu, nhiều nhạc cụ dần mai một. Mặt khác, nhiều loại dần phát triển và ngày càng được hoàn thiện.

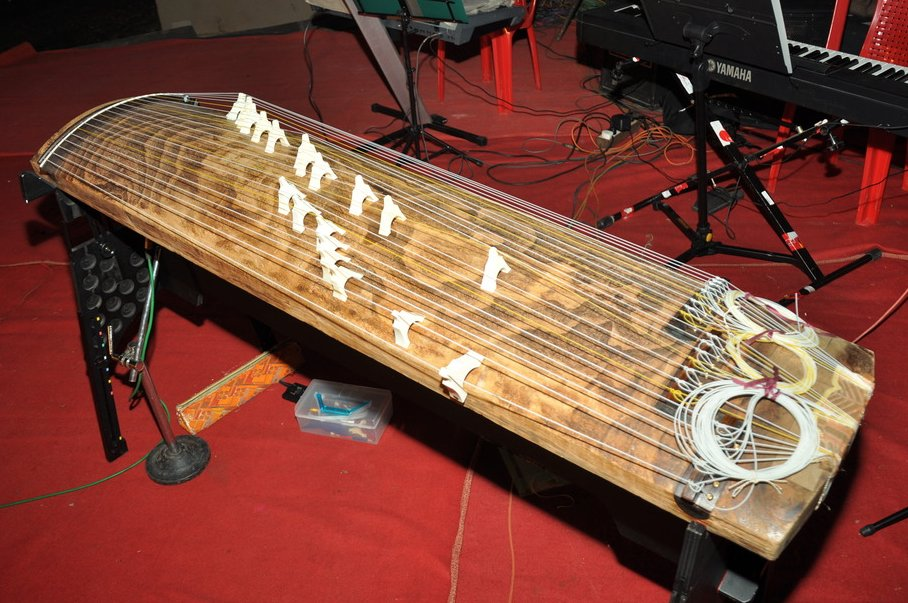
Koto - Đàn tranh Nhật Bản

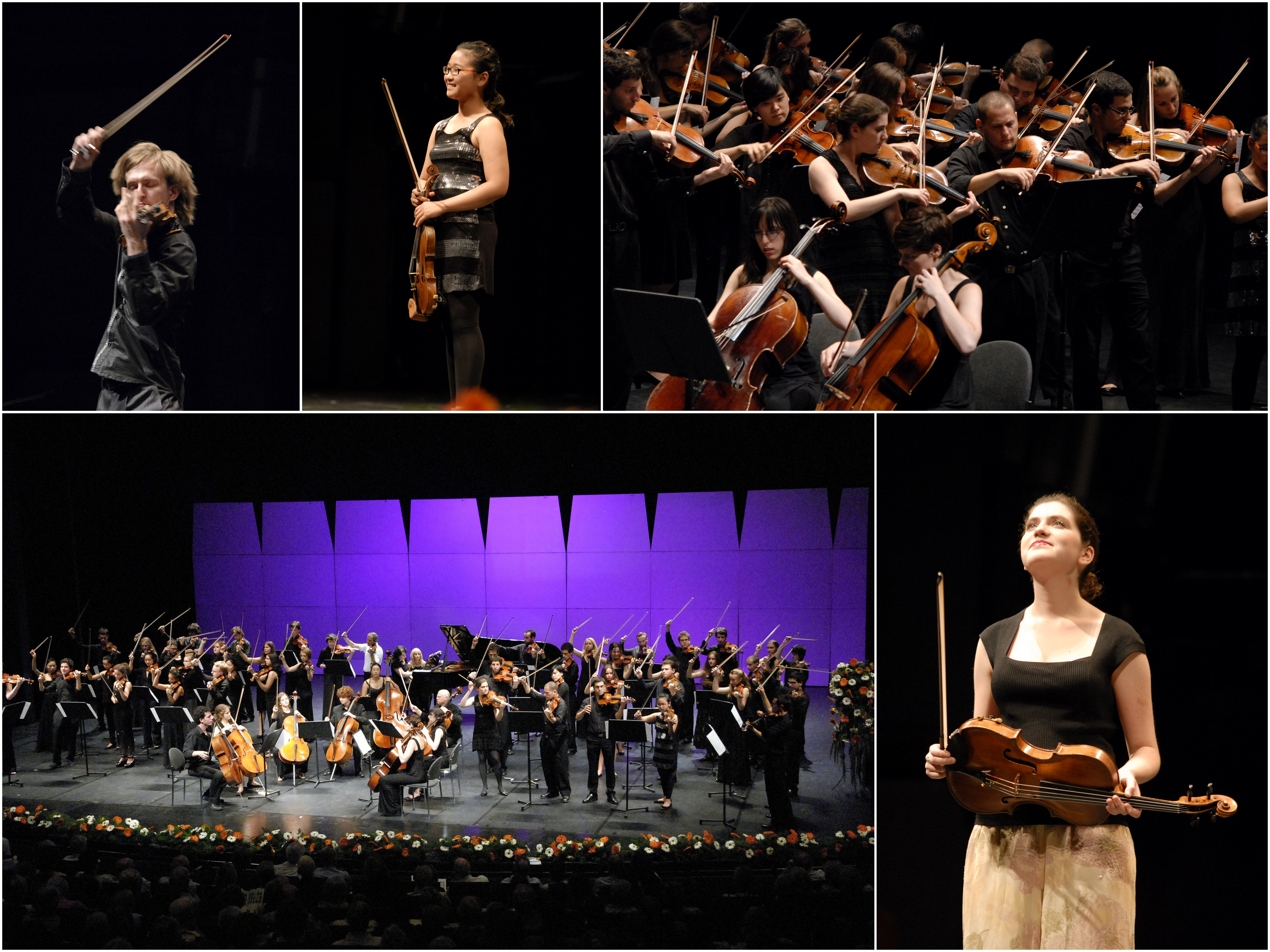
Các nghệ sĩ dùng nhạc cụ dây dùng vĩ, họ vĩ cầm

Căn cứ vào nguồn âm, có thể chia nhạc cụ thành 5 bộ: bộ dây, bộ hơi, họ màng rung, họ tự thân vang và họ điện tử. Tiếp theo, căn cứ vào cách tác động để sinh âm, có thể chia các nhạc cụ trong một họ thành các chi, ví dụ các chi dây có gẩy, cần kéo, gõ. Không như các phân chia tổ, bộ của dàn nhạc giao hưởng phương Tây, nhạc cụ Việt Nam được phân theo nguyên tắc phối hợp âm sắc.

## Phân loại

### Phân loại theo nguồn âm
- Idiophone ("tự thân vang" - âm thanh được tạo ra bằng cách phát ra từ toàn bộ nhạc cụ) như tiếng chuông
- Membranophone ("có màng rung" - tạo ra âm thanh bằng cách rung màng) như trống
- Chordophone ("nhạc cụ dây" - tạo âm thanh qua dây rung)
  - Nhạc cụ dây dùng vĩ như violin
  - Nhạc cụ phím như dương cầm
  - Nhạc cụ dây gảy như guitar, tỳ bà
- Aerophone ("nhạc cụ hơi" - tạo ra âm thanh theo luồng không khí)
  - Nhạc cụ hơi
    - Nhạc cụ hơi bằng gỗ như sáo
    - Nhạc cụ hơi bằng đồng như kèn trumpet
    - Nhạc cụ hơi có phím như  đại phong cầm hoặc kéo tay như phong cầm
- Electrophone (phát âm thanh bằng dòng điện, có tai nghe, loa và bộ khuếch đại âm thanh)
  - Các nhạc cụ điện cơ như guitar điện với bộ thu âm điện cơ và xử lý tín hiệu tương tự của một quá trình rung cơ học
  - Các nhạc cụ điện tử như synthesizer analog, dương cầm điện tử  với  âm thanh  điện tử
  - Các nhạc cụ kỹ thuật số như dương cầm kỹ thuật số,  hoặc máy tính có khả năng tạo âm thanh kỹ thuật số hoàn toàn, chẳng hạn như với sự trợ giúp của mẫu sampling

### Phân loại theo âm vực
Phân loại theo âm vực nhạc cụ
- Nhạc cụ âm vực Soprano: sáo, violin, soprano saxophone, trumpet, clarinet, oboe, piccolo
- Âm vực Alto: alto saxophone, Kèn cor (kèn sừng Pháp), Kèn sừng Anh, viola, alto horn
- Âm vực Tenor: trombone, tenor saxophone, guitar, tenor drum
- Âm vực Baritone: bassoon, baritone saxophone, bass clarinet, cello, baritone horn, euphonium
- Âm vực Bass: double bass, bass guitar, contrabassoon, bass saxophone, tuba, trống trầm

### Phân loại theo cách sử dụng
- Nhạc cụ hơi
- Nhạc cụ gõ
- Nhạc cụ dây gảy và Nhạc cụ dây dùng vĩ
- Nhạc cụ phím

### Các cách phân loại khác
- Phân loại theo nguyên liệu: Ở Đông Á nhạc cụ được phân biệt theo nguyên liệu cấu tạo. Hệ thống bát âm (八音, Pinyin bāyīn), phân biệt tám nhóm vật liệu: kim loại (金 kim) (vàng, đồng, thép), đá (石 thạch), sợi (絲 ti) (lụa tơ tằm trước kia, nay dùng dây thép hay dây cước hoặc sợi tổng hợp), tre (竹 trúc), vỏ quả bầu hồ lô (匏 bào), đất sét (土 thổ), da  (革 cách) và gỗ (木 mộc)
- Theo âm sắc
- theo mục đích: Nhạc cụ của dàn nhạc giao hưởng, nhạc cụ cho trẻ em, nhạc cụ hòa âm, nhạc cụ hiệu ứng,...
- Theo nguồn gốc văn hóa địa lý (nhạc cụ dân tộc, nhạc cụ địa phương)
- Theo thể loại âm nhạc (pop, rock, jazz,...)
- Theo thời kỳ xuất xứ (nhạc cụ thời tiền sử, nhạc cụ cận đại, hiện đại,...)

## Nhạc cụ tự chế
Ví dụ như một số nhạc cụ có giá thành đắt đỏ, chúng ta có thể tận dụng những loại đồ đạc đã qua sử dụng hay rau củ; ví dụ như sáo từ ống nước nhựa, trống từ hộp thiếc, đàn guitar hay violon từ bìa cứng, dây chun và rác thải kim loại, đổ nước ra từng chiếc bát sứ hay thủy tinh với lượng nước khác nhau cho ra bộ nhạc cụ gõ bằng que đũa hay chế tạo bộ nhạc cụ thổi từ những chai lọ mà cũng đổ lượng nước khác nhau cho mỗi chai rồi dùng miệng thổi thì ta sẽ nghe giống sáo ống (pan flute),...
Tất cả các loại rác thải có thể sử dụng được, như những thùng phuy, các mảnh kim loại cũ,... đều được tận dụng để tạo nên các nhạc cụ với âm hưởng và giai điệu không thua kém gì các loại nhạc cụ được sản xuất chuyên nghiệp. Ở Việt Nam, nghệ nhân Mai Đình Tới (Thanh Hoá) được coi là bậc thầy về nhạc cụ tự chế.